# 国防科学委員会

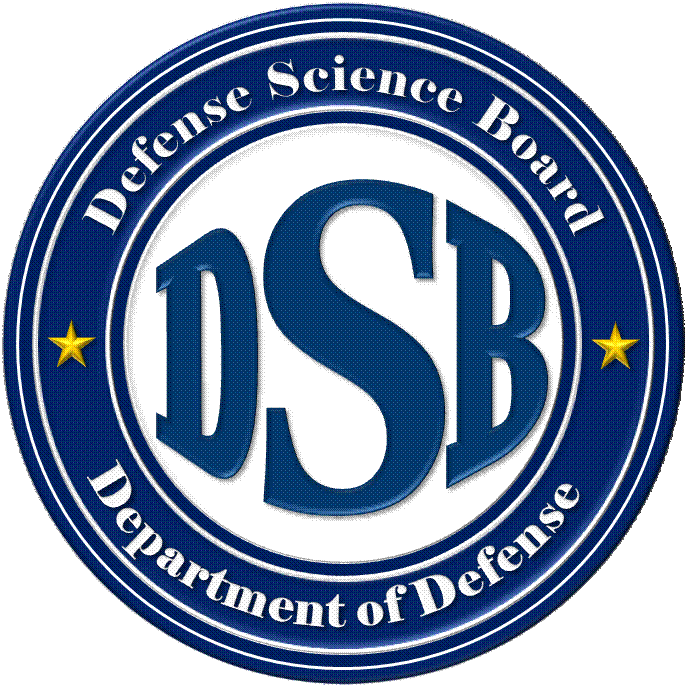
国防科学委員会のロゴ

国防科学委員会（こくぼうかがくいいんかい、Defense Science Board、略称: DSB）は、科学技術問題についてアメリカ合衆国国防総省に助言するために任命された文民の専門家からなる委員会である。1956年に第二次フーヴァー委員会の勧告に基づき設立された。

## 任務
委員会の任務規定には、その使命が次のように記載されている。
委員会は、国防長官、国防副長官、国防総省取得・技術・兵站担当次官、統合参謀本部議長、および要請に応じてその他の国防長官府（OSD）主要幕僚補佐官、各軍長官、統合軍司令官に対し、科学、技術、製造、取得プロセス、その他国防総省が特に関心を持つ事項について、独立した助言と勧告を行うものとする。委員会は、国防総省の個別の調達について助言するために設立されたものではなく、むしろ研究、工学、製造などの分野で国防総省が直面している喫緊かつ複雑な技術的問題に関与し、これらの分野における新技術や技術の新しい応用を特定して国家安全保障を強化することを保証するものである。いかなる委員も特定の調達の実施に個人的かつ実質的に参加すること、または法律で定義される「調達担当官」として行動する立場に置くことを要求されるような事項は、委員会の審議に付託されてはならない。国防総省取得・技術・兵站担当次官またはその指名代理人は、委員会の助言および勧告に基づいて行動する権限を有する。
DSBは毎年、複数の研究を同時に実施する。研究テーマは、国防総省またはアメリカ合衆国議会の指導者からの要請に基づいて選定される。暦年中のいつでも開始・終了できる研究に加えて、DSBは通常、毎年1つ以上の「夏期研究」を実施する。「夏期研究」という用語は、毎年8月に（通常はカリフォルニア州アーバインで）パネルが大規模なグループとして会合し、これらの特定の研究に取り組むという事実に由来する。これらの会合日程は定着しているため、その年の特定の研究テーマに関心のある国防総省高官が会合の最終日に訪れ、それまでの研究成果について直接説明を受けるのが通例となっている。DSBのすべての研究は報告書にまとめられ、その多くは一般に公開される。
現在の研究テーマも、ほとんどがDSBのウェブページに掲載されている。

## 委員構成と指名
委員会は、科学、技術、製造、取得、その他国防総省が特に関心を持つ分野の著名な権威である45名以内の委員と12名以内の上級フェロー委員で構成されるものとする。国防長官が委員を任命し、その任命は毎年更新される。常勤の連邦政府職員でない委員は、合衆国法典第5編第3109条の権限に基づき専門家およびコンサルタントとして任命され、特別政府職員として勤務する。委員の任期は1年から4年までとすることができる。このような任命は通常、委員会の全体構成が定期的に秩序正しく交代するように、委員の間で時期をずらして行われる。公務出張のための旅費および日当を除き、任命権者によって別途承認されない限り、通常は無報酬で勤務するものとする。国防長官は、国防総省取得・技術・兵站担当次官の推薦に基づき、委員会の議長を任命する。国防総省取得・技術・兵站担当次官は、副議長を任命する。委員会の議長および副議長の任期は2年とし、国防長官の承認があれば、さらに任期を務めることができる。国防長官は、他の著名な合衆国政府職員を議決権のないオブザーバーとして招聘することができ、また国防総省取得・技術・兵站担当次官は、国防総省が支援する他の連邦諮問委員会の議長を議決権のないオブザーバーとして招聘することができる。国防総省取得・技術・兵站担当次官は、特別な専門知識を持つ専門家やコンサルタントを臨時に任命し、委員会を補佐させることができる。合衆国法典第5編第3109条の権限に基づき任命されたこれらの専門家およびコンサルタントも、特別政府職員として勤務するが、委員会での議決権は持たない。議決権のないオブザーバーおよび国防総省取得・技術・兵站担当次官によって任命された議決権のない専門家およびコンサルタントは、委員会の総定員数には含まれない。

## 沿革
国防科学委員会は、フーヴァー委員会の勧告に応じ、1956年に設立された。
国防次官補（研究開発担当）は、基礎科学および応用科学の優れた科学者からなる常設委員会を任命し、直属の報告を受けるものとする。この委員会は、抜本的に新しい兵器システムのための新しい科学的知識によってもたらされるニーズと機会を定期的に調査するものとする。
当初の委員会の構成は合計25名で、国防次官補（研究開発担当）室の11の技術諮問パネルの議長、陸軍、海軍、空軍の上級諮問委員会の議長、アメリカ国立科学財団、アメリカ国立標準技術研究所、アメリカ航空諮問委員会（アメリカ航空宇宙局の前身）の長官、米国科学アカデミーの会長、そして科学技術界から選ばれた7名の無任所委員から成っていた。
委員会は1956年9月20日に初めて会合を開いた。最初の任務は、国防総省が関心を持つ分野における基礎研究、構成要素研究、および技術進歩のプログラムと管理に関するものであった。
1956年12月31日、委員会を国防次官補（研究開発担当）への諮問機関として規定する任務規定が発行された。1957年に研究開発担当と応用工学担当の国防次官補室が統合された後、委員会は国防次官補（研究・工学担当）を通じて国防長官に助言する機関として再編された。委員数は28名に増員され、職権上の委員として大統領科学諮問委員会および国防長官府（OSD）誘導ミサイル室の科学諮問委員会の議長が含まれた。改訂された委員会の任務規定は1957年10月30日に発行された。
1958年の国防総省再編法により国防研究技術長官（DDR&E）の責任、機能、権限が規定されたことを受け、1959年11月23日に委員会の任務規定が改訂された。この改訂により、国防科学委員会の役割と使命がDDR&Eの責任と調和がとられるようになり、無任所委員は8名と規定され、DDR&E室の諮問パネルの新設または解散に合わせて職権上の委員構成が変更された。
DDR&Eはスタッフを組織する中で、いくつかの兵器システム担当の次官補を任命した。この措置に続き、1959年後半、委員会は科学技術諮問機関の構造について研究した。この研究に関する報告書は、1961年4月10日付の国防総省指令5129.22「国防科学委員会任務規定」によって実施された。この指令は1971年2月17日に改訂・再発行された。1978年、国防研究技術長官の役職名は国防総省研究・技術担当次官（USDRE）に変更された。1986年7月1日、国防総省研究・技術担当次官の役職名は国防総省取得担当次官（USD/A）に変更された。1990年1月1日、USD(A)に直接報告していた国防製造委員会が国防科学委員会に統合され、関心事項のリストに製造問題が加わった。
現在、委員会の認可定員は32名の委員と7名の職権上の委員（陸軍、海軍、空軍、政策、国防ビジネス委員会、アメリカ国防情報局の諮問委員会の議長）である。委員の任期は1年から4年で、科学技術およびその軍事作戦、研究、工学、製造、取得プロセスへの応用における卓越性に基づいて選ばれる。
委員会は、正式な指示によって付託された任務に取り組むため、委員および他のコンサルタントや専門家からなるタスクフォースを結成して活動する。各タスクフォースの成果は、通常、委員会および適切な国防総省当局者への一連の公式ブリーフィングと、調査結果、勧告、および提案された実施計画を含む報告書から構成される。委員会は、USD(AT&L)を通じて国防長官に直接報告すると同時に、DDR&Eと緊密に連携して、21世紀に向けた同省の研究開発戦略を策定・強化している。
過去40年以上にわたりDSBが同省に提供してきた優れた助言を認め、国防長官は1996年に「諮問的立場で国防コミュニティに優れた貢献をした」者に対してユージン・G・フビニ賞を設立した。

## 歴代議長
| 氏名                                  | 在任期間    |
| ------------------------------------- | ----------- |
| ハワード・P・ロバートソン             | 1956 – 1961 |
| クリフォード・C・ファーナス           | 1962 – 1963 |
| フレデリック・ Seitz                  | 1964 – 1968 |
| ロバート・スプロール                  | 1969 – 1970 |
| ジェラルド・F・テープ                 | 1971 – 1973 |
| ソロモン・J・ブックスバウム           | 1974 – 1977 |
| ユージン・フビニ                      | 1978 – 1980 |
| ノーマン・オーガスティン              | 1981 – 1983 |
| チャールズ・A・「バート」・ファウラー | 1984 – 1987 |
| ロバート・R・エベレット               | 1988 – 1989 |
| ジョン・S・フォスター・ジュニア       | 1990 – 1993 |
| ポール・G・カミンスキー               | 1993 – 1994 |
| クレイグ・I・フィールズ               | 1994 – 2001 |
| ウィリアム・シュナイダー・ジュニア    | 2001 – 2009 |
| ポール・G・カミンスキー               | 2009 – 2014 |
| クレイグ・I・フィールズ               | 2014 – 2022 |
| エリック・D・エバンス博士             | 2022 – 現職 |

## ユージン・G・フビニ賞 受賞者
（国防総省への諮問的立場における顕著な貢献に対して）
| 受賞年 | 受賞者                              |
| ------ | ----------------------------------- |
| 1996   | ユージン・フビニ                    |
| 1997   | 授与なし                            |
| 1998   | ジョン・S・フォスター・ジュニア博士 |
| 1999   | ジョセフ・ブラドック博士            |
| 2000   | ノーマン・R・オーガスティン         |
| 2001   | チャールズ・A・ファウラー (技術者)  |
| 2002   | デビッド・R・ヒーブナー             |
| 2003   | ラリー・D・ウェルチ空軍大将（退役） |
| 2004   | ロバート・J・ハーマン博士           |
| 2005   | クレイグ・I・フィールズ博士         |
| 2006   | ジェームズ・バーネット博士          |
| 2007   | セオドア・ゴールド博士              |
| 2008   | ロバート・R・エベレット             |
| 2009   | ジェームズ・R・シュレシンジャー博士 |
| 2010   | ダニエル・J・フィンク               |
| 2011   | 授与なし                            |
| 2012   | リチャード・ワグナー博士            |
| 2013   | ラリー・リン                        |
| 2014   | ロバート・スタイン                  |
| 2015   | ミリアム・ジョン博士                |
| 2016   | ヴィンセント・ヴィット              |